# Indotritia nuda
Indotritia nuda är en kvalsterart som beskrevs av Sandór Mahunka 1988. Indotritia nuda ingår i släktet Indotritia och familjen Oribotritiidae. Inga underarter finns listade i Catalogue of Life.